# Golrokh Ebrahimi Iraee

Países con pena de muerte por lapidación.

Golrokh Ebrahimi Iraee o Golrokh Iraee (persa: گلرخ ایرایی), nacida alrededor de 1980, es una escritora, contable y defensora de los derechos humanos iraní que lucha contra la práctica de la lapidación en Irán, así como una presa de conciencia encarcelada por sus opiniones religiosas.
En octubre de 2016, Iraee comenzó a cumplir una condena de seis años de prisión por "insulto a lo sagrado" y  "propaganda contra el Estado" tras el descubrimiento, durante un registro de su domicilio, de una historia aún sin publicar criticando la lapidación. Fue excarcelada el 3 de enero de 2017 tras una huelga de hambre -durante 71 días- de su marido y numerosas protestas en Twitter que atrajeron la atención internacional. Fue enviada nuevamente a prisión el 22 de enero, después de que su esposo abandonara la huelga de hambre.
La lapidación hasta la muerte es controvertida en Irán y generalmente se usa contra las mujeres. En 2010, la comunidad internacional criticó duramente a Irán por el caso de Sakineh Mohammadi Ashtiani, liberada en marzo de 2014, tras nueve años en el corredor de la muerte.

## Biografía

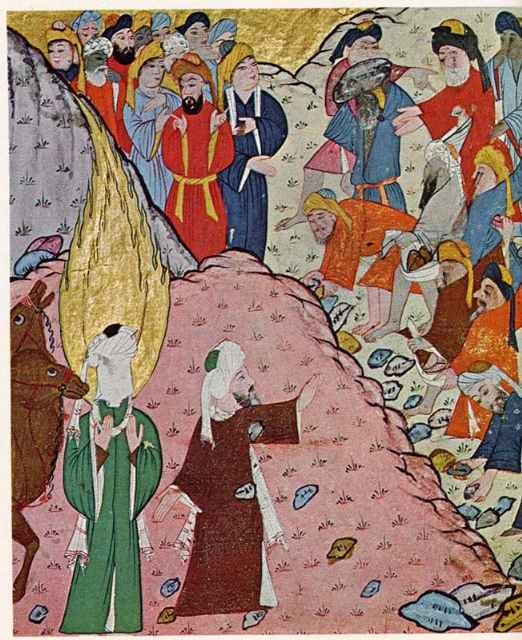
Abu Bakr deteniendo una lapidación en La Meca.

### Registro y crítica de la lapidación
En septiembre de 2014, las autoridades iraníes registraron la casa en Teherán de Golrokh Ebrahimi Iraee y de su marido, el activista de derechos humanos iraní Arash Sadegh (persa: آرش صادقی). La policía se incautó de ordenadores portátiles, documentos en papel y CD. Descubrieron un relato inédito escrito por Iraee criticando la lapidación de mujeres. La historia trata de una niña que está viendo la película La Verdad de Soraya M. y, molesta, decide quemar una copia del Corán.

### Arresto
Después de que fuera descubierta la historia, Iraee y su esposo Sadegh fueron arrestados por cuatro hombres sospechosos de pertenecer al Cuerpo de la Guardia Revolucionaria Islámica. Sadegh fue enviado a la prisión de Evin, mientras que Iraee fue llevada primero a un lugar secreto durante tres días, donde no se le permitió ver a un abogado ni hablar con su familia. Luego fue transferida a la prisión de Evin, donde la interrogaron diariamente durante horas a lo largo de 17 días, con lo ojos vendados y bajo amenazas de muerte. Durante dichos interrogatorios, Iraee fue forzada a escuchar cómo los guardias pateaban y asfixiaban a su marido en la celda contigua.

### Juicio
Iraee fue citada dos veces ante los tribunales. Su primera vista trató sobre la actividad política de su marido y no se le permitió hablar. En el momento de su segundo proceso, se encontraba ingresada en el hospital tras una operación. El tribunal se negó a examinar su expediente médico, su primer abogado se vio obligado a abandonar el caso y a su segundo abogado se le prohibió representarla.
En octubre de 2016, funcionarios iraníes contactaron con Iraee y la citaron en la prisión de Evin para que empezara a cumplir una condena de seis años. No fue emitida orden de arresto alguna, contrariamente a lo que exige la ley, e Iraee fue condenada por " insulto a lo sagrado" y "propaganda contra el Estado.

### Reacciones
Amnistía Internacional hizo un llamamiento al gobierno iraní pidiendo la liberación de Iraee. Según Philip Luther, director de la sección de Oriente Medio y África del Norte de la ONG, "ella se enfrenta a años entre rejas simplemente por haber escrito un relat que ni siquiera ha publicado, es castigada por haber utilizado su imaginación. En lugar de encarcelar a una joven por haber ejercido pacíficamente los derechos humanos al expresar su oposición a la lapidación, las autoridades iraníes deberían ceñirse a abolir esa pena, que equivale a la tortura".

### Detenciones

#### Primera detención de Sadeghi (octubre de 2016 - enero de 2017) y huelga de hambre de Sadeghi
Iraee estuvo recluido en la prisión de Evin en octubre de 2016.
El 24 de octubre de 2016, Sadeghi, el marido de Iraee, se declaró en huelga de hambre en la cárcel para protestar por el encarcelamiento de su esposa. Hubo manifestaciones frente a la prisión de Evin, algo extremadamente inusual en Irán. Aunque Twitter está prohibido en Irán, hubo una campaña que con el hashtag #SaveArash. El 3 de enero de 2017, Iraee fue liberada y Sadeghi suspendió su huelga de hambre. La familia de Sadghi declaró entonces que sufría numerosos problemas médicos, como vómitos de sangre y trastornos respiratorios, cardíacos, renales y gastrointestinales. Fue trasladado al hospital, pero el 7 de enero, después de algunos días ingresado, fue enviado de regreso a la cárcel contra el consejo de los médicos que recomendaban mantenerlo hospitalizado.
Las autoridades iraníes anunciaron que Iraee y Sadegh podrían ser liberados temporalmente de la prisión bajo fianza si obtenían bonos hipotecarios por valor de entre 7 y 10 mil millones de riales (300.000 $) para Arash Sadeghi y 5 mil millones de riales (150.000 $) para Golrokh Ebrahimi Iraee. Iraee presentó una escritura a la corte por la fianza requerida, pero el gobierno le notificó que la situación había cambiado y que debía regresar a la cárcel. Iraee se negó a ingresar en prisión, pero al intentar visitar a su marido en el hospital el 22 de enero, fue arrestada por la Guardia Revolucionaria y devuelta a la prisión de Evin.

#### Segunda detención (enero de 2017 - presente)
El 2 de febrero de 2018 Iraee se declara en huelga de hambre.
En marzo de 2018, Iraee fue trasladada de la prisión de Evin a la prisión de Qarchak, cerca de Varamin . En ese momento, Golrokh estaba encarcelado con la activista por los derechos humanos Atena Daemi en un área de cuarentena de dicha prisión. Las condiciones eran malas y los activistas siempre vestían la misma ropa que cuando llegaron.
El 9 de marzo, tras una huelga de hambre de 35 días, Iraee sufrió fuertes dolores musculares y recibió líquidos a la fuerza por vía intravenosa.